# 縣道187號
縣道187號（水門－東港）為一條中華民國縣道，北起屏東縣內埔鄉水門，南至屏東縣東港鎮船頭，全長共計39.892公里。
此縣道下有三條支線，即「縣道187甲線」、「縣道187乙線」以及「縣道187丙線」，為臺灣分支最多的縣道路線之一，主線與支線彼此交叉又有共線段。
- 國立屏東科技大學校門口前的道路即是縣道187號
- 縣道187號中林路段
- 縣道187號終點[b]

## 支線

### 甲線
縣道187甲線（龍泉－下蚶堤防），東北起屏東縣內埔鄉龍泉，西南至屏東縣萬丹鄉下蚶，全長共計19.335公里
- 縣道187甲線起點

### 乙線
縣道187乙線（萬巒－海坪），東北起屏東縣萬巒鄉萬巒市區，西南至屏東縣東港鎮海坪，全長共計21.570公里

### 丙線
縣道187丙線（過田－大埔），西北起屏東縣九如鄉過田，東南至屏東縣內埔鄉大埔，全長共計19.827公里，而該支線有部分屬國道三號橋下道路。
- 縣道187丙線之科大路
- 縣道187丙線終點

## 概況
主線
縣道187號以屏東縣內埔鄉水門境內的台24線／縣道185號作為公路起點。此公路自起點開始與縣道185號共線，車道布設呈雙向二車道，行進一段距離後於忠孝路與中山路口右轉，此時車道布設從原來的雙向二車道變為雙向一車道，接著往南行進了一段距離，直到在新隘寮與縣道185號分出。
此公路與縣道185號分出後，於分出點處右轉並朝西方行進，進入黎明村後路線方向由東西方向轉為南北方向。此公路過了黎明村後繼續朝南方行經，行經至龍泉村南界附近與縣道187甲線交會，而這裡也是縣道187甲線的起點所在地；而後往南方行進至大埔後與縣道187丙線交會，而這裡也是縣道187丙線的終點所在地。此公路進入老埤村後，途經國立屏東科技大學校門口以及老埤村落，過了老埤村以後朝西南方行進，之中通過了義亭村以及興南村，而後進入到內埔市區。
此公路進入內埔市區後，在六堆天后宮旁與縣道187甲線共線，並行進約500公尺後於復興路與廣濟路口與縣道187甲線分出，之後再朝南南西方行進約700公尺後於美和村美和科技大學旁與台1線共線，此時車道布設從原來的雙向一車道變為雙向二車道，而後朝南南西方行進，直到在忠心崙與台1線分出。
此公路與台1線分出後，於分出點處左轉並朝南方行進，車道布設從原來的雙向二車道恢復為雙向一車道。過了美和村後透過萬巒大橋越過東港溪，而後進入到萬巒鄉。進入萬巒鄉後再行進些距離後而進入到萬巒市區，並在市區內與縣道187乙線交會，而這裡也是縣道187乙線的起點所在地。之後往西南方行進約2公里後進入到潮州鎮，並在潮州鎮北界附近與台1線交會。
此公路通過台1線後繼續朝西南方行進，不久即進入到潮州市區，在市區內的四維路與三林路口與縣道185甲線交叉，後來在新生路與中山路口與縣道189號以及縣道185甲線共線。接著往南行進約200公尺後於圓環處與縣道189號分出，再過200公尺又與縣道185甲線分出，縣道187號才結束了兩條縣道的共線。
此公路接著朝西南方行進，途中通過了台鐵高架橋、國道三號橋下、崁頂鄉市區及鄉內數座村落，期間內車道布設從原來的雙向一車道逐漸變為雙向二車道。之後在東港鎮境內與縣道187乙線交會，而這裡也是縣道187乙線的終點所在地。接者繼續朝西南方行進後進入到東港市區，而後在市區內穿越台17線東港大橋下方，此時車道布設從原來的雙向二車道恢復為雙向一車道，接著再朝西南方行進些距離後與屏63線交會，而這裡也是屏63線的終點所在地。之後轉東南方行進至中山路與光復路口時，車道布設從原來的雙向一車道變為雙向二車道。之後再行進約500公尺後於以栗小學前與台17線交會，即是縣道187號的終點。
甲線
縣道187甲線以屏東縣內埔鄉龍泉境內的縣道187號作為公路起點。此公路自起點開始朝西南方向行進，於東勢村境內與縣道187丙線交會，之後朝西南方向行進並且通過新東勢，接著再行進約2公里後即進入到內埔市區。
此公路進入內埔市區後，在六堆天后宮旁與縣道187號共線，而這裡以前為縣道187甲線的終點所在地。之後與縣道187號共線並行進約740公尺後於永光路與廣濟路口與縣道187號分出，接著於分出點處右轉，並行進約520公尺後與台1線交會。此公路通過台1線後繼續朝西南西方向行進，途中經過了竹田鄉境內數座村落，行經不久於萬丹市區附近與台27線交會，接著在市區內與縣道189號交會。
此公路過了萬丹市區後繼續朝西北西方向行進，直到於下蚶與縣道189甲線交會，即是縣道187甲線的終點。
乙線
縣道187乙線以屏東縣萬巒鄉萬巒市區內的縣道187號作為公路起點。此公路自起點開始以東南－西北走向行進，行經至潮州鎮四塊厝境內時路線轉為東北－西南走向，而後在崙子頂境內時，路線又轉為東南－西北走向，到了新埤鄉萬安時，路線則轉為東西走向。
此公路的路線於新埤鄉萬安轉為東西走向後，在打鐵境內與縣道189號交會，之後在南州鄉壽元與台1線交會，接續往西方行進後抵達南州交流道，可藉由此交流道進入至國道三號。此公路通過南州交流道後繼續往西方行進，途中經過南州市區以及慈惠醫護管理專科學校，後來於東港鎮海坪境內與縣道187號交會，即是縣道187乙線的終點。
丙線
縣道187丙線係以屏16線部分路段、國道三號橋下路段以及內埔鄉科大路於2014年5月1日納編而成。此公路以屏東縣九如鄉過田境內的台3線／屏16線作為公路起點，車道布設採用雙向一車道。起初先與屏16線共線，並行進約700公尺後與屏16線分出，而後在分出點處右轉進入國道三號橋下道路，此時車道布設從原來的雙向一車道變為雙向二車道。
此公路進入國道三號橋下後沿著橋下道路行進，並在長治鄉北界附近與台27線交會，而這裡也是屏東交流道之設立地點。；接著再沿著橋下道路行進至德協附近後與台24線交會，而這裡也是長治交流道之設立地點。此公路過了長治交流道後繼續沿著橋下道路行進，並在麟洛鄉東界附近與屏37-1線交會，而這裡為屏37-1線的起點，也是縣道187丙線沿著國道三號橋下道路之終點。接著朝東方行進，並且通過屏37線後即進入到內埔鄉。
此公路進入內埔鄉後朝東方行進，而此道路稱「科大路」。此公路行經至東勢村時與縣道187甲線交會；接著在東勢村東界與屏92線交會，而這裡為屏92線的起點所在地。此公路通過屏92線後轉科大北路，並朝北北東方行進，直至大埔境內與縣道187號交會，即是縣道187丙線的終點。

## 歷史沿革
主線
台灣縣道體系的形成可追溯到1961年所進行的第一次公路普查，而縣道187號則在此時期開始採編。當時縣道187號的路線北起屏東縣三地鄉（今三地門鄉）的縣道190號（後來改編為台22線，今屬台24線），南至屏東縣東港鎮的縣道185號（今台17線），全長共計32.707公里。
1976年進行第二次公路普查時，此公路的總長度調整為39.610公里。1983年進行第三次公路普查時，縣道187號34k+566－36k+242路段併入至濱海省道（台17線），總長度變為39.035公里。
1999年至2001年間，原鄉道187甲線部分路段改編為縣道187號；原縣道187號龍泉－內埔路段則改編為縣道187甲線，路線調整後，總長度變為39.892公里。2009年，此公路的總長度調整為39.857公里。
目前主線尚存有1976年格式的水泥製里程碑2枚，位於潮州鎮的24K以及東港鎮的38K，皆位於主線上，里程與今日稍有不同，可作為1976年路線與里程的佐證。
- 縣道187號24k里程碑
- 縣道187號38k里程碑

甲線
縣道187甲線自1961年第一次公路普查時開始採編，起初此公路分類為「鄉道」。當時的路線北起屏東縣瑪家鄉涼山（瑪家鄉公所前），南至屏東縣內埔鄉的台1線，全長共計13.089公里。
1976年進行第二次公路普查時，此公路的總長度增加為15.819公里。1983年進行第三次公路普查時，總長度縮減為15.769公里。1999年至2001年間，原鄉道187甲線北段改編為縣道185號，南段則改編為縣道187號；原縣道187號龍泉－內埔路段則改編為縣道187甲線，總長度變為6.800公里。2009年，此公路的總長度調整為6.793公里。
2014年1月10日，原屏50線併入至縣道187甲線，終點延長至萬丹鄉下蚶；路線調整後，路線名稱變更為「龍泉－下蚶堤防」，總長度變為19.335公里。今日的縣道187甲線仍維持2014年改編的路線。
乙線
縣道187乙線自1961年第一次公路普查時開始採編，起初此公路分類為「鄉道」。當時的路線北起屏東縣萬巒鄉的縣道187號，南至屏東縣東港鎮海坪的縣道187號，全長共計21.895公里。
1976年進行第二次公路普查時，此公路總長度縮減為21.216公里。1983年進行第三次公路普查時，此公路總長度增加為21.933公里。1999年至2001年間，鄉道187乙線升格為縣道187乙線，總長度變為21.227公里。2009年，此公路的總長度調整為21.570公里。
丙線
2014年5月1日交通部公告，將過田起經九如、內埔、屏科大至大埔納編為縣道187丙線，路線名稱為「過田－大埔」，全長共計19.827公里。

## 行經行政區域
主線
全線均位於屏東縣境內。
| 內埔鄉 | 水門     | 0.000  | 台24線 · 縣道185號      | 公路起點 與縣道185號共線起點            |
| 內埔鄉 | 水門     | －     |                         |                                         |
| 內埔鄉 | 水門     | －     | 屏35線 · 縣道185號      | 屏35線起點                              |
| 內埔鄉 | 隘寮     | －     | 屏35線 · 縣道185號      | （同上）                                |
| 內埔鄉 | 隘寮     | 2.000  | 縣道185號               | 與縣道185號共線終點                     |
| 內埔鄉 | 隘寮     | －     | 屏97線                  | 屏97線起點                              |
| 內埔鄉 | 黎明     | －     | 屏26線                  | 屏26線終點                              |
| 內埔鄉 | 龍泉     | 7.550  | 屏90線 · 屏97線         | 屏90線終點 屏97線終點                   |
| 內埔鄉 | 龍泉     | 7.800  | 縣道187甲線             | 縣道187甲線起點                         |
| 內埔鄉 | 景興     | －     | （地區道路）            |                                         |
| 內埔鄉 | 中林     | －     | （地區道路）            |                                         |
| 內埔鄉 | 東片新   | 9.800  | 縣道187丙線             | 縣道187丙線終點                         |
| 內埔鄉 | 大埔     | 9.800  | 縣道187丙線             | （同上）                                |
| 內埔鄉 | 大埔     | －     | 屏94線                  | 屏94線終點                              |
| 內埔鄉 | 東片新   | －     | 屏94線                  | （同上）                                |
| 內埔鄉 | 老埤     | －     | （地區道路）            |                                         |
| 內埔鄉 | 老埤     | －     |                         |                                         |
| 內埔鄉 | 老埤     | 11.300 | 屏92線                  | 與屏92線共線起點                        |
| 內埔鄉 | 老埤     | －     |                         |                                         |
| 內埔鄉 | 老埤     | 12.000 | 屏92線                  | 與屏92線共線終點                        |
| 內埔鄉 | 興南     | －     | 屏86線                  | 屏86線終點                              |
| 內埔鄉 | 興南     | －     | 屏98線                  | 屏98線起點                              |
| 內埔鄉 | 內埔市區 | 15.700 | 縣道187甲線             | 與縣道187甲線共線起點                   |
| 內埔鄉 | 內埔市區 | －     | 縣道187甲線 · 屏107線   | 屏107線起點                             |
| 內埔鄉 | 加東樹下 | 16.200 | 縣道187甲線             | 與縣道187甲線共線終點                   |
| 內埔鄉 | 忠心崙   | 16.900 | 台1線                   | 與台1線共線起點                         |
| 內埔鄉 | 忠心崙   | 18.200 | 台1線                   | 與台1線共線終點                         |
| 內埔鄉 | 羅經圈   | －     | （地區道路）            |                                         |
| 內埔鄉 | 羅經圈   | －     |                         |                                         |
| 內埔鄉 | 羅經圈   | －     | （地區道路）            |                                         |
| －     |          |        |                         |                                         |
| 萬巒鄉 | 萬巒市區 | －     | 屏104線 · 屏111線       | 屏104線起點 與屏111線共線起點           |
| 萬巒鄉 | 萬巒市區 | 21.070 | 縣道187乙線 · 屏111線   | 縣道187乙線起點 與屏111線共線終點       |
| 萬巒鄉 | －       |        |                         |                                         |
| 萬巒鄉 | 頭溝水   | －     | （地區道路）            |                                         |
| －     |          |        |                         |                                         |
| 潮州鎮 | 北勢尾   | 23.000 | 台1線                   |                                         |
| 潮州鎮 | 北勢廍   | 23.000 | 台1線                   | 0                                       |
| 潮州鎮 | 北勢廍   | 24.000 | 縣道185甲線             | 0                                       |
| 潮州鎮 | 北勢尾   | 24.000 | 縣道185甲線             |                                         |
| 潮州鎮 | 潮州市區 | －     | 屏77線                  | 屏77線起點                              |
| 潮州鎮 | 北勢頭   | 25.200 | 縣道185甲線／縣道189號  | 與縣道185甲線共線起點 縣道189號共線起點 |
| 潮州鎮 | －       |        |                         |                                         |
| 潮州鎮 | 八老爺   | 25.600 | 縣道185甲線 · 縣道189號 | 與縣道189號共線終點                     |
| 潮州鎮 | 八老爺   | 25.800 | 縣道185甲線             | 與縣道185甲線共線終點                   |
| 潮州鎮 | 八老爺   | －     | 屏76線                  | 屏76線僅設西出東入                      |
| 崁頂鄉 | 後壁厝   | 28.400 | 屏75線                  |                                         |
| 崁頂鄉 | 崁頂市區 | 29.600 | 屏73線                  | 與屏73線共線起點                        |
| 崁頂鄉 | 崁頂市區 | 29.750 | 屏70線 · 屏73線         | 與屏70線共線起點                        |
| 崁頂鄉 | 崁頂市區 | 30.000 | 屏70線 · 屏73線         | 與屏70線共線終點                        |
| 崁頂鄉 | 崁頂市區 | 30.050 | 屏73線                  | 與屏73線共線終點                        |
| 崁頂鄉 | 北勢     | －     | （地區道路）            |                                         |
| 崁頂鄉 | 油車     | －     | 屏68線                  | 屏68線起點                              |
| 崁頂鄉 | 油車     | －     | 屏69線                  |                                         |
| －     |          |        |                         |                                         |
| 東港鎮 | 三西和   | －     | 屏67線                  | 屏67線終點                              |
| 東港鎮 | 海坪     | 34.900 | 縣道187乙線             | 縣道187乙線終點                         |
| 東港鎮 | 內關帝   | －     | （地區道路）            |                                         |
| 東港鎮 | 新街     | 36.550 | 台17線                  |                                         |
| 東港鎮 | －       |        |                         |                                         |
| 東港鎮 | 東港市區 | 38.100 | 屏63線                  | 屏63線終點                              |
| 東港鎮 | 東港市區 | －     |                         |                                         |
| 東港鎮 | 東港市區 | －     | （地區道路）            |                                         |
| 東港鎮 | －       |        |                         |                                         |
| 東港鎮 | 新街     | －     | （地區道路）            |                                         |
| 東港鎮 | －       |        |                         |                                         |
| 東港鎮 | 船頭     | 39.892 | 台17線                  | 公路終點                                |
| 共線   |          |        |                         |                                         |

甲線
全線均位於屏東縣境內。
| 內埔鄉 | 龍泉     | 0.000  | 縣道187號           | 公路起點            |
| 內埔鄉 | 景興     | －     | （地區道路）        |                     |
| 內埔鄉 | 東片新   | －     | 屏84線              |                     |
| 內埔鄉 | 新東勢   | 3.200  | 縣道187丙線         |                     |
| 內埔鄉 | 新東勢   | 4.750  | 屏86線              |                     |
| 內埔鄉 | 老東勢   | －     | 屏91線              | 屏91線終點          |
| 內埔鄉 | 老東勢   | －     | 屏48線              | 屏48線終點          |
| 內埔鄉 | －       |        |                     |                     |
| 內埔鄉 | 內埔市區 | 6.800  | 縣道187號           | 與縣道187號共線起點 |
| 內埔鄉 | 內埔市區 | －     | 屏107線 · 縣道187號 | 屏107線起點         |
| 內埔鄉 | 加東樹下 | 7.540  | 縣道187號           | 與縣道187號共線終點 |
| 內埔鄉 | 加東樹下 | 8.060  | 台1線               |                     |
| 內埔鄉 | －       |        |                     |                     |
| 內埔鄉 | 中和順林 | －     | （地區道路）        |                     |
| 竹田鄉 | 美崙     | －     | （地區道路）        |                     |
| 竹田鄉 | 美崙     | －     | 屏85線              | 0                   |
| 竹田鄉 | 南勢     | －     | 屏85線              |                     |
| 竹田鄉 | 頭崙     | －     | 屏85線              | 0                   |
| 竹田鄉 | 頭崙     | －     | 屏83線              | 0                   |
| 竹田鄉 | 南勢     | －     | 屏83線              |                     |
| 竹田鄉 | 橋頭     | －     | 屏81-2線            |                     |
| 竹田鄉 | 橋頭     | －     | 屏81線              |                     |
| －     |          |        |                     |                     |
| 萬丹鄉 | 下林子   | －     | 屏50線              | 屏50線終點          |
| 萬丹鄉 | －       |        |                     |                     |
| 萬丹鄉 | 萬丹市區 | 15.300 | 台27線              |                     |
| 萬丹鄉 | 萬丹市區 | 15.600 | 縣道189號           |                     |
| 萬丹鄉 | 客厝     | －     | 屏45線              |                     |
| 萬丹鄉 | 下蚶     | －     | 屏53線              |                     |
| 萬丹鄉 | 下蚶     | －     | 屏50線              |                     |
| 萬丹鄉 | 下蚶     | 19.335 | 縣道189甲線         | 公路終點            |
| 共線   |          |        |                     |                     |

乙線
全線均位於屏東縣境內。
| 萬巒鄉 | 萬巒市區   | 0.000                    | 縣道187號 · 屏111線 | 公路起點 與屏111線共線起點 |
| 萬巒鄉 | 萬巒市區   | 0.100                    | 屏111線             | 與屏111線共線起點          |
| 萬巒鄉 | －         |                          |                     |                            |
| 萬巒鄉 | 鹿寮       | －                       | （地區道路）        |                            |
| 潮州鎮 | 四春       | 2.531                    | 屏103線             | 屏103線終點                |
| 潮州鎮 | 四春       | －                       |                     |                            |
| 潮州鎮 | 四春       | 3.400                    | 縣道185甲線         | 0                          |
| 潮州鎮 | 四林       | 3.400                    | 縣道185甲線         | 0                          |
| 潮州鎮 | 四林       | 3.964                    | （地區道路）        |                            |
| 潮州鎮 | 崙子頂     | 5.454                    | （地區道路）        |                            |
| 潮州鎮 | －         |                          |                     |                            |
| 潮州鎮 | 舊庄       | 6.500                    | 屏114線             | 與屏114線共線起點          |
| 潮州鎮 | 新庄       | 8.000                    | 屏114線             | 與屏114線共線終點          |
| 新埤鄉 | 萬隆       | －                       | 屏112線             |                            |
| 新埤鄉 | 萬安       | 11.100                   | 屏116線             | 與屏116線共線起點          |
| 新埤鄉 | 萬安       | 11.250                   | 屏116線             | 與屏116線共線終點          |
| 新埤鄉 | 南岸       | 12.726                   | 屏117線             |                            |
| 新埤鄉 | 打鐵       | 14.191                   | 縣道189號           |                            |
| 新埤鄉 | 打鐵       | －                       |                     |                            |
| 新埤鄉 | 打鐵       | －                       | （地區道路）        |                            |
| 南州鄉 | 巷子內     | 15.515                   | 台1線               |                            |
| 南州鄉 | 南州交流道 | 16.460                   | 國道三號 · 屏119線  | 屏119線起點                |
| 南州鄉 | 崙仔頂     | －                       | （地區道路）        |                            |
| 南州鄉 | 南州市區   | －                       | 屏120線             | 屏120線起點                |
| 南州鄉 | 南州市區   | － 平交道 平面交會屏東線 |                     |                            |
| 南州鄉 | 南州市區   | 17.950                   | 屏73線              | 與屏73線共線起點           |
| 南州鄉 | 南州市區   | 18.100                   | 屏73線              | 與屏73線共線終點           |
| 南州鄉 | 七塊厝     | －                       | （地區道路）        |                            |
| 南州鄉 | 番仔厝     | －                       | （地區道路）        |                            |
| 南州鄉 | 番仔厝     | 19.990                   | 屏69線              | 0                          |
| 東港鎮 | 三西和     | 19.990                   | 屏69線              | 0                          |
| 東港鎮 | 三西和     | －                       | 屏127線             | 屏127線起點                |
| 東港鎮 | 三西和     | －                       | 屏125線             | 屏125線起點                |
| 東港鎮 | 海坪       | 21.227                   | 縣道187號           | 公路終點                   |
| 共線   |            |                          |                     |                            |

丙線
全線均位於屏東縣境內。
| 鄉鎮 市區 | 地點       | 里程 （km） | 交會道路          | 備註                      |
| --------- | ---------- | ----------- | ----------------- | ------------------------- |
| 九如鄉    | 過田       | 0.000       | 台3線 · 屏16線    | 公路起點 與屏16線共線起點 |
| 九如鄉    | 後庄       | 0.700       | 屏16線            | 與屏16線共線終點          |
| 九如鄉    | 後庄       | －          | 屏13線            |                           |
| 九如鄉    | 東寧       | －          | 屏18線            |                           |
| 鹽埔鄉    | 洛陽       | －          | （地區道路）      |                           |
| 九如鄉    | 玉泉       | －          | 屏17線            |                           |
| 長治鄉    | 德協       | －          | 屏26線            |                           |
| 長治鄉    | 屏東交流道 | 5.600       | 國道三號 · 台27線 | 僅南出北入                |
| 長治鄉    | 德協       | －          | 屏19線            |                           |
| 長治鄉    | 長治交流道 | 9.100       | 國道三號 · 台24線 |                           |
| 長治鄉    | 繁華       | －          | 屏40線            |                           |
| 麟洛鄉    | 老田尾     | 14.100      | 屏37-1線          | 屏37-1線起點              |
| 麟洛鄉    | 老田尾     | －          | 屏37線            |                           |
| 內埔鄉    | 四十份     | －          | （地區道路）      |                           |
| 內埔鄉    | 四十份     | －          | 屏87線            | 0                         |
| 內埔鄉    | 番子厝     | －          | 屏87線            | 0                         |
| 內埔鄉    | 番子厝     | －          | （地區道路）      |                           |
| 內埔鄉    | 大和       | －          | 屏91線            |                           |
| 內埔鄉    | 大和       | －          | 屏89線            | 0                         |
| 內埔鄉    | 新東勢     | －          | 屏89線            | 0                         |
| 內埔鄉    | 新東勢     | 17.600      | 縣道187甲線       |                           |
| 內埔鄉    | 東片新     | 18.900      | 屏92線            | 屏92線起點                |
| 內埔鄉    | 東片新     | －          | （地區道路）      | 0                         |
| 內埔鄉    | 大埔       | －          | （地區道路）      |                           |
| 內埔鄉    | 東片新     | －          | 屏94線            |                           |
| 內埔鄉    | 東片新     | 20.545      | 縣道187號         | 公路終點                  |
| 內埔鄉    | 大埔       | 20.545      | 縣道187號         | （同上）                  |
| 共線      |            |             |                   |                           |

## 沿線路名
| 主線 - 清涼路一段 - 黎東路 - 昭勝路 - 中林路 - 壽比路 - 昇華路 - 育文路 - 展興路 - 昌宏路 - 光明路 - 廣濟路 - 學人路 - 四維路（內埔鄉） - 褒忠路 - 中正路 - 四維路（潮州鎮） - 中山路（潮州鎮） - 新生路 - 介壽路 - 中正路（崁頂鄉） - 興農路 - 中正路（東港鎮） - 中山路（東港鎮） - 船頭路 | 甲線 - 大同路 - 北寧路 - 南寧路 - 廣濟路 - 永光路 - 復興路 - 龍崗路 - 文華路 - 大學路 - 和平東路 - 和平西路 - 下蚶路 | 乙線 - 中正路 - 南進路 - 四春路 - 懇親路 - 崙東路 - 新庄路 - 太平路 - 萬安路 - 南和路 - 東興路 - 勝利路 - 三民路 - 興和路 | 丙線 - 三民路 - 環園西街 - 科大路 - 科大北路 |

## 沿線設施與景點
| 主線 - 國立內埔高級農工職業學校 - 屏東縣內埔鄉隘寮國民小學 - 屏東縣立崇文國民中學 - 高雄榮民總醫院屏東分院 - 屏東縣內埔鄉崇文國民小學 - 國立屏東科技大學 - 屏東縣內埔鄉泰安國民小學 - 屏東縣內埔鄉育英國民小學 - 屏東縣內埔鄉公所 - 屏東縣內埔鄉內埔國民小學 - 美和科技大學 - 屏東縣私立美和高級中學 - 屏東縣萬巒鄉公所 - 屏東縣潮州鎮公所 - 國立潮州高級中學 - 屏東縣潮州鎮潮州國民小學 - 屏東縣崁頂鄉公所 - 屏東縣崁頂鄉崁頂國民小學 - 屏東縣東港鎮東興國民小學 - 屏東縣東港鎮東港國民小學 - 輔英科技大學附設醫院 - 屏東縣立東港高級中學 - 屏東縣東港鎮以栗國民小學 | 甲線 - 屏東縣內埔鄉東勢國民小學 - 屏東縣內埔鄉公所 - 屏東縣內埔鄉內埔國民小學 - 屏東縣萬丹鄉公所 乙線 - 屏東縣萬巒鄉公所 - 屏東縣潮州鎮四林國民小學 - 屏東縣新埤鄉大成國民小學 - 南州交流道（國道三號） - 南州車站（屏東線） - 屏東縣南州鄉公所 - 慈惠醫護管理專科學校 丙線 - 九如交流道（台3線⇒國道三號） - 屏東交流道（國道三號） - 農業部農業科技園區管理中心 - 長治交流道（國道三號） |

## 外部連結
- OpenStreetMap上有關縣道187號的地理
- OpenStreetMap上有關縣道187甲線的地理
- OpenStreetMap上有關縣道187乙線的地理
- OpenStreetMap上有關縣道187丙線（南向）的地理